# Albatroz-das-galápagos
O albatroz-das-galápagos (Phoebastria irrorata, ou Diomedea irrorata) é o único membro da família dos albatrozes (Diomedeidae) cuja área de distribuição se localiza nos trópicos. Esta espécie nidifica exclusivamente na Ilha de Española do Arquipélago das Galápagos. Alimentam-se de peixes e crustáceos que capturam ao largo das costas do Equador e do Peru.
Em 1943, Gregory Macalister Mathews e Edward Hallstrom, numa das várias classificações taxonómicas desta família incluíram-nos num género monotípico, Julieata, em que a espécie, a única deste género biológico caído em desuso, seria designada de Julietata irrorata. Em 1949, depois de Mathews ter rejeitado a sua própria proposta de classificação, Hans von Boetticher incluiu esta espécie no género, também monotípico Galapagornis, também caído em desuso. O International Ornithological Congress classifica-o no género Phoebastria, enquanto a taxonomia de Sibley-Ahlquist classifica a espécie no género Diomedea, junto dos restantes albatrozes.